# Sven Serah

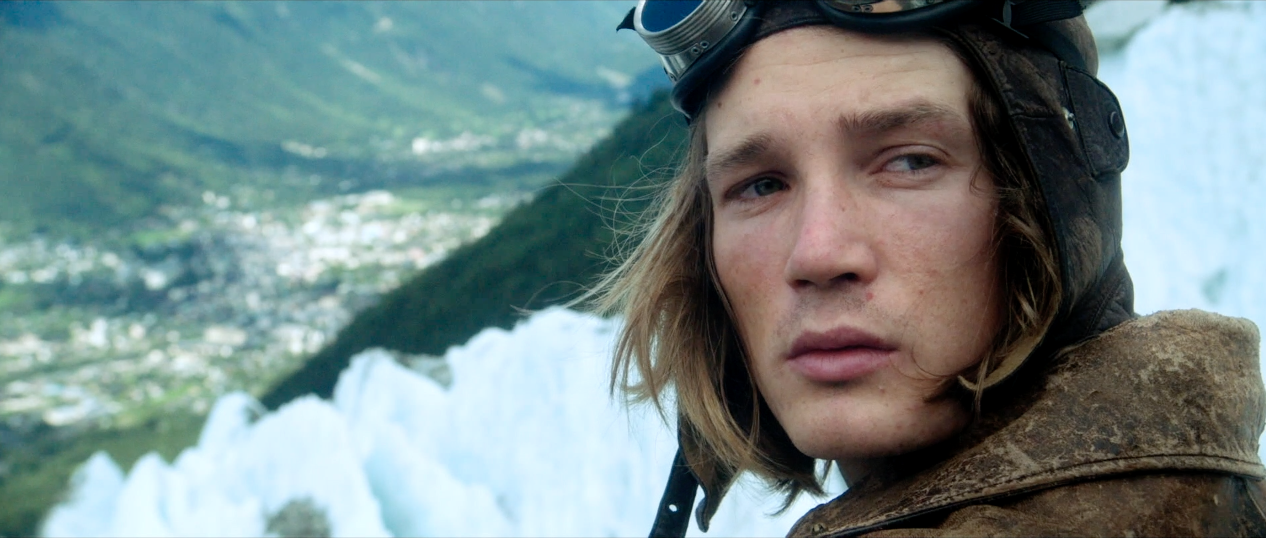
Sven Serah in "Das echte Leben" (2019)

Sven Serah (* 2. Mai 1994 in Hamburg als Sven Gielnik) ist deutscher Schauspieler und Regisseur.

## Leben
Serah wuchs in Hamburg, München und Berlin auf. 2012 absolvierte er sein Abitur am Babelsberger Filmgymnasium. Seither besuchte er mehrere Workshops zum Thema Regie, Schnitt und Drehbuch.
Seine Film- und Fernsehkarriere begann früh. Von 2006 bis 2007 sah man ihn in der Krimireihe Stadt, Land, Mord! als Jonas Hofman in der Kinderhauptrolle. 2006 sah man ihn in dem Familiendrama Vertraute Angst in der Kinderrolle des David Wegener.
Von 2006 bis 2016 spielte er in der Krimireihe Der Kommissar und das Meer als Niklas Anders.
Als Jugendlicher übernahm Sven Gielnik in Fernsehfilmen wie Das Beste kommt erst, Bis an die Grenze, U.F.O, Klarer Fall für Bär, In den besten Familien, Arnes Nachlass, Neue Adresse Paradies, Tatort und Charlottes Welt tragende Rollen. Auch für die Kinofilme Die Wolke und Dschungelkind stand er vor der Kamera. Außerdem spielt er in dem Fernsehfilm Pampa Blues die Hauptrolle, der beim Münchner Filmfest 2015 Premiere hatte.
Die Hauptrolle spielte er außerdem im Kinofilm Der Preis, der auf der Berlinale 2011 lief, das Prädikat „besonders wertvoll“ erhielt und in der Vorauswahl zum deutschen Filmpreis Lola 2012 war. Mit Hanni & Nanni 2 wurde der Goldene Spatz 2012 gewonnen. Als Hauptdarsteller im Schauspielerensemble des Kinoprojekts Implosion bekam er 2012 eine Auszeichnung beim Festival des deutschen Films.
2014 wurde er als jüngster Nachwuchsregisseur mit seinem Film Linnea auf dem Max-Ophüls Festival nominiert. Seither verfolgt er seine Schauspielkarriere weiter.
2016 wurde Sechs auf einen Streich: Nussknacker und Mausekönig mit Gielnik in der Rolle des zum Leben erwachten Nussknackers für den Grimme-Preis nominiert.
Von 2015 bis 2021 studierte er an der Filmakademie Baden-Württemberg szenische Regie.

## Filmografie (Auswahl)

### Als Schauspieler
- 2006: Die Wolke (Kino)
- 2006: Zwei zum Fressen gern
- 2006–2007: Stadt, Land, Mord! (Fernsehserie, 8 Folgen)
- 2007: Der Alte (Fernsehserie, Folge 320: Wenn Liebe zuschlägt)
- 2007: Vertraute Angst
- 2007–2019: Der Kommissar und das Meer (Fernsehreihe) → siehe Episodenliste
- 2008: Das Beste kommt erst
- 2009: Bis an die Grenze
- 2010: U.F.O. (Kino)
- 2011: Implosion (Kino)
- 2011: Der Preis (Kino)
- 2011: Dschungelkind (Kino)
- 2011: Summer knows (Kurzfilm)
- 2011:  Klarer Fall für Bär – Gefährlicher Freundschaftsdienst (Kino)
- 2012: Hanni & Nanni 2 (Kino)
- 2012: In den besten Familien
- 2013: Großer starker Bruder (Kurzfilm)
- 2013: Arnes Nachlass
- 2013: Der letzte Bulle (Fernsehserie, Folge Romeo und Julia)
- 2013: Neue Adresse Paradies
- 2013: Tatort – Puppenspieler (Fernsehreihe)
- 2014: Tatort – Ohnmacht
- 2014: Charlottes Welt – Geht nicht, gib's nicht
- 2014: Großstadtrevier (Fernsehserie, 3 Folgen)
- 2014: Handel's Messiah (USA)
- 2015: Zwei Familien auf der Palme
- 2015: Notruf Hafenkante (Fernsehserie, Folge Verhinderte Liebe)
- 2015: Wer Wind sät – Ein Taunuskrimi (Fernsehreihe)
- 2015: Pampa Blues
- 2015: Uli Hoeneß – Der Patriarch
- 2015: Nussknacker und Mausekönig
- 2015–2018: Letzte Spur Berlin (Fernsehserie, 4 Folgen)
- 2016–2017: Der Lehrer (Fernsehserie, 8 Folgen)
- 2017: Eltern allein zu Haus (Trilogie)
  - 2017: Die Schröders (Film 1)
  - 2017: Die Winters (Film 2)
  - 2017: Frau Busche (Film 3)
- 2017: Marie Brand und das ewige Wettrennen (Fernsehreihe, 1 Folge)
- 2018: In aller Freundschaft – Die Krankenschwestern (Fernsehserie, 1 Folge)
- 2020: WaPo Bodensee (Fernsehserie, 1 Folge)
- 2021: Watzmann ermittelt (Fernsehserie, 1 Folge)

### Als Regisseur und Drehbuchautor
- 2014: Linnea (Kurzfilm)
- 2016: Isidor der Trotzige (Kurzfilm)
- 2017: Die längste Zeit (Kurzfilm)
- 2018: Das echte Leben (Kurzfilm)
- 2020: Der Grenzer (Kurzfilm)

## Ehrungen und Auszeichnungen
- 2015 Nominierung für den Kinder-Medien-Preis Der weiße Elefant, für die Hauptrolle in Pampa Blues.
- 2012: Festival des deutschen Films – „Besondere Auszeichnung“ für das beste Schauspielerensemble des Wettbewerbs  für Implosion (zusammen mit Eye Heidara, Hans-Jochen Wagner und Carolina Clemente)[6]